# Roman Viktiouk
Roman Grigorievitch Viktiouk (en russe : Рома́н Григо́рьевич Виктю́к), né le 28 octobre 1936 à Lviv alors en Pologne et mort le 17 novembre 2020 à Moscou, est un metteur en scène et professeur d'art dramatique soviétique, puis russe, nommé artiste du peuple de la fédération de Russie en 2009. Il présente ponctuellement plusieurs émissions à la télévision russe et ukrainienne.

## Biographie
Roman Viktiouk est diplômé de l'Académie russe des arts du théâtre en 1956.
Sa carrière commence au Théâtre du jeune spectateur Maxime Gorki de Lviv (ru). Il sera ensuite metteur en scène entre autres au Théâtre dramatique russe de Lituanie (1970-1974), au Théâtre Mossovet et au Théâtre d'art de Moscou.
Parmi ses plus grands succès l'adaptation des Bonnes de Jean Genet, en 1988, au théâtre Satiricon,. Il reprendra la mise en scène des Bonnes en 1992 et en 2006. Il aime reprendre les auteurs à scandale ou inconnus pour ses spectacles, tels que M. Butterfly de David Huan, Koliada ou Garine.
En 1990, l'artiste fonde son propre théâtre situé au no 6, rue Stromynka, dans le district Sokolniki de Moscou, dont la première saison est inaugurée avec le spectacle Mme Butterfly[réf. souhaitée].
Viktiouk enseigne à l'École nationale du cirque et de l'art de la scène dans les années 1970. Parmi ses élèves on retrouve notamment Efim Chifrine. Il est ensuite professeur à l'Académie russe des arts du théâtre.